# Berești-Bistrița
Berești-Bistrița è un comune della Romania di 2 072 abitanti, ubicato nel distretto di Bacău, nella regione storica della Moldavia.
Il comune è formato dall'unione di 4 villaggi: Berești-Bistrița, Brad, Climești, Pădureni.
Nel 2005 i villaggi di Ciumași, Dumbrava, Făgețel e Itești sono stati scorporati dal comune, andando a formare il nuovo comune di Itești.